# Kadamakkudy
Kadamakkudy è una suddivisione dell'India, classificata come census town, di 15.823 abitanti, situata nel distretto di Ernakulam, nello stato federato del Kerala. In base al numero di abitanti la città rientra nella classe IV (da 10.000 a 19.999 persone).

## Geografia fisica
La città è situata a 10° 03' 26 N e 76° 16' 04 E.

## Società

### Evoluzione demografica
Al censimento del 2001 la popolazione di Kadamakkudy assommava a 15.823 persone, delle quali 7.826 maschi e 7.997 femmine. I bambini di età inferiore o uguale ai sei anni assommavano a 1.764, dei quali 923 maschi e 841 femmine. Infine, coloro che erano in grado di saper almeno leggere e scrivere erano 13.279, dei quali 6.697 maschi e 6.582 femmine.